# John English
John Wilkinson English (Cumberland, 25 giugno 1903 – Los Angeles, 11 ottobre 1969) è stato un regista e montatore britannico.

## Filmografia parziale

### Cinema
- La maschera di Zorro (Zorro Rides Again) (1937)
- Arizona Days (1937)
- La resa dei conti (Dick Tracy Returns) (1938)
- Call the Mesquiteers (1938)
- The Lone Ranger Rides Again, co-regia di William Witney - serial (1939)
- Zorro (Zorro's Fighting Legion), co-regia di William Witney - serial (1939)
- In corsa contro il tempo (Dick Tracy's G-Men), co-regia di William Witney - serial (1939)
- King of the Royal Mounted, co-regia di William Witney (1940)
- Adventures of Red Ryder, co-regia di William Witney - serial (1940)
- Mysterious Doctor Satan, co-regia di William Witney - serial (1940)
- Adventures of Captain Marvel (1941)
- Gangs of Sonora (1941)
- La figlia della jungla (Jungle Girl) (1941)
- Westward Ho (1942)
- The Phantom Plainsmen (1942)
- Code of the Outlaw (1942)
- Raiders of the Range (1942)
- Call of the South Seas (1944)
- Faces in the Fog (1944)
- Captain America, co-regia di Elmer Clifton - serial (1944)
- San Fernando Valley (1944)
- The Phantom Speaks
- Behind City Lights  (1945)
- Don't Fence Me In (1945)
- Utah (1945)
- Riders in the Sky (1949)
- Riders of the Whistling Pines (1949)
- The Blazing Sun (1950)
- Whirlwind (1951)
- Silver Canyon (1951)

### Televisione
- Roy Rogers (1951-1953)
- The Adventures of Kit Carson (1951-1955)
- The Pepsi-Cola Playhouse (1954-1955)
- Studio 57 (1954-1955)
- Frida (1955-1956)
- Broken Arrow (1956)
- State Trooper (1956-1958)
- I racconti del West (1956-1959)
- Lassie (1957-1966)
- Mike Hammer (1958)